# Krijn Jacobs Ritzema
Krijn Jacobs Ritzema (Warffum, 1777 — aldaar, 21 april 1860) was een Nederlands bestuurder. Van 1812 tot 1846 was hij schout (tot 1825) en burgemeester van Warffum. Alvorens hij schout werd was hij onder het bestuur van Doje Pieters van Zeeburgh werkzaam als ambtenaar van de burgerlijke stand in de gemeente. Krijn Jacobs Ritzema overleed op 83-jarige leeftijd en werd begraven op de algemene begraafplaats te Warffum.